# Bernhard Eisel
Bernhard Eisel (ur. 17 lutego 1981 w Voitsbergu) – austriacki kolarz szosowy. Olimpijczyk (2004 i 2012).
Największym sukcesem zawodnika jest zwycięstwo w wyścigu zaliczanym do ProTour – Gandawa-Wevelgem w 2010 roku oraz dwukrotne etapowe zwycięstwo w Tour de Suisse.
Po sezonie 2019 zakończył karierę sportową.

## Najważniejsze zwycięstwa i sukcesy
2005
- 1. miejsce na 1. i 4. etapie Volta ao Algarve
- 1. miejsce na 1. etapie Tour de Suisse

2006
- 1. miejsce na 4. etapie Tour of Qatar
- 1. miejsce na 2. etapie Volta ao Algarve
- 2. miejsce w Driedaagse van De Panne-Koksijde
  - 1. miejsce na 2a etapie
- 5. miejsce w Paryż-Roubaix

2007
- 1. miejsce na 2. etapie Volta ao Algarve
- 3. miejsce w Philadelphia International Championship

2008
- 1. miejsce na 5. etapie Volta ao Algarve
- 1. miejsce w Paryż-Bourges

2009
- 1. miejsce na 2. etapie Tour de Suisse
- 2. miejsce w Kuurne-Bruksela-Kuurne

2010
- 1. miejsce w Gandawa-Wevelgem
- 1. miejsce na 1. etapie Vuelta a España (TTT)

2011
- 7. miejsce w Paryż-Roubaix
- 7. miejsce w Gandawa-Wevelgem

2012
- 3. miejsce w E3 Harelbeke

2013
- 10. miejsce w Mediolan-San Remo
- 7. miejsce w Gandawa-Wevelgem

## Rankingi
| Rok                | 2003 | 2004 | 2005 | 2006 | 2007 | 2008 | 2009 | 2010 | 2011 | 2012 | 2013 | 2014 | 2015 | 2016  | 2017  | 2018  |
| ------------------ | ---- | ---- | ---- | ---- | ---- | ---- | ---- | ---- | ---- | ---- | ---- | ---- | ---- | ----- | ----- | ----- |
| UCI World Ranking  | 130. | -    |      |      |      |      |      |      |      |      |      |      |      |       |       |       |
| UCI ProTour        |      |      | 162. | 74.  | -    | 105. |      |      |      |      |      |      |      |       |       |       |
| UCI World Calendar |      |      |      |      |      |      | 196. | 61.  |      |      |      |      |      |       |       |       |
| UCI World Tour     |      |      |      |      |      |      |      |      | 90.  | 83.  | 127. | -    | -    | -     | 377.  | 409.  |
| World Ranking      |      |      |      |      |      |      |      |      |      |      |      |      |      | 1835. | 1823. | 3029. |
| UCI Europe Tour    |      |      |      |      |      |      |      |      |      |      |      |      |      | 1527. | 1467. | -     |
|                    |      |      |      |      |      |      |      |      |      |      |      |      |      |       |       |       |
| Źródło: UCI        |      |      |      |      |      |      |      |      |      |      |      |      |      |       |       |       |